# Niederholsten
Niederholsten ist ein Ortsteil der Stadt Melle im Landkreis Osnabrück in Niedersachsen. Der Ort bildete bis 1972 eine Gemeinde im damaligen Landkreis Melle und gehört heute zum Meller Stadtteil Oldendorf.

## Geographie
Niederholsten ist ein kleiner Weiler nördlich des Westerhauser Bergs im äußersten Nordwesten von Melle. Im Westen grenzt der Ortsteil an den Bissendorfer Ortsteil Waldmark.

## Geschichte
Die Bauerschaft Niederholsten gehörte bis zu den Napoleonischen Kriegen zum Amt Grönenberg des Hochstifts Osnabrück. Von 1807 bis 1810 gehörte Niederholsten zum Kanton Buer des napoleonischen Satellitenstaats Königreich Westphalen. Von 1811 bis 1813 gehörte der Ort unmittelbar zu Frankreich und dort zur Mairie Oldendorf im Arrondissement Osnabrück des Departements der Oberen Ems. 1814 kam Niederholsten zum Königreich Hannover und gehörte dort wieder zum Amt Grönenberg. 1867 fiel Westerhausen mit dem gesamten Königreich Hannover an Preußen und seit 1885 gehörte die Gemeinde zum Landkreis Melle. Innerhalb des Landkreises Melle gehörte die Gemeinde zur Samtgemeinde Oldendorf. Am 1. Juli 1972 wurde Niederholsten im Rahmen der Gebietsreform in Niedersachsen Teil der Stadt Melle.

## Einwohnerentwicklung
| Jahr | Einwohner | Quelle |
| ---- | --------- | ------ |
| 1871 | 164       | [ 2 ]  |
| 1910 | 132       | [ 3 ]  |
| 1939 | 120       | [ 4 ]  |
| 1950 | 166       | [ 5 ]  |
| 1961 | 111       | [ 5 ]  |
| 1970 | 117       | [ 5 ]  |

## Baudenkmale
In Niederholsten ist der Hof Niewöhner an der Holster Straße 128 denkmalgeschützt. Der Bergahorn an der Holster Straße 141 ist ein Naturdenkmal.

## Öffentliche Einrichtungen
Niederholsten besitzt eine Freiwillige Feuerwehr mit einem eigenen Feuerwehrhaus am Schnellweg im nahegelegenen Oberholsten.

## Vereine
- Männergesangverein Ober- und Niederholsten